# 吉田友一
吉田 友一（よしだ ともかず、1982年7月9日 - ）は、日本の元俳優、鍼灸師、高知市役所職員。新潟県長岡市生まれ、埼玉県育ち。埼玉県立浦和東高等学校卒業、青山学院大学卒業、島根大学大学院医学研究科修士課程（病態病理学講座）修了。アガペーに所属していた。

## 略歴
- 高校2年の時、洋服を買いに訪れた原宿でモデル事務所にスカウトされた。
- 雑誌のモデルなどを経て、2003年にドラマ『ライオン先生』で俳優デビュー。
- 2004年、テレビ朝日系『特捜戦隊デカレンジャー』に姶良鉄幹 / デカブレイク役として出演し、初のレギュラー出演を果たす。
- 2011 - 12年に急性咽頭炎・扁桃炎発症による舞台降板、また公演中の末梢性顔面神経麻痺などに見舞われるが、完治。その後どちらにも導入されていた鍼灸に興味を持ち、俳優を続けながら大学で医療を学び始め、国家資格を取得[2]。
- 2013年には6人組ロックバンド「自己男チェスターズ」のギタリストとしても活動している[3]。
- 趣味は旅行、読書、カメラ。特技は野球、スキー、水泳、ものまね。
- 2018年8月31日、『特捜戦隊デカレンジャー』や『科捜研の女』で共演した女優の菊地美香との婚約と、菊地との結婚を機に医療（はり・鍼灸師）の仕事に専念するため芸能界を引退することを明らかにした[4]。同年10月1日に菊地と入籍[5]。
- 2022年、高知県高知市内に自身が院長を務める鍼灸院の分院を開業。これに先立ち、前年に生活拠点を京都から高知に移している[6]。同年4月2日、地域おこし協力隊として高知市地域活性推進課職員となり、2023年10月、映画『特捜戦隊デカレンジャー 20th ファイヤーボール・ブースター』の企画、ロケ誘致を行った[7]。同時に、姶良鉄幹/デカブレイク役として再出演の上で俳優活動に限定復帰している。2024年9月19日、菊地と共に高知県から観光特使を委嘱された[8]。

## 出演

### テレビドラマ
- ライオン先生（2003年10月13日 - 12月15日、日本テレビ） - 嶋崎太朗 役
- 特捜戦隊デカレンジャー 第22話 - 最終話（2004年7月18日 - 2005年2月6日、テレビ朝日） - 姶良鉄幹 / デカブレイク 役
- 彼女が死んじゃった。 第9話（2004年3月13日、日本テレビ）
- 陽はいつか昇る 第6話（2004年2月29日、テレビ東京） - 本田 役
- 仔犬のワルツ 第2話（2004年4月24日、日本テレビ）
- Girl's BOX〜箱入り娘の4つのX'masストーリー〜 第3話（2005年12月17日、BS-i） - 石川祐一 役
- 探偵ブギ（2006年1月10日 - 3月28日、東京MXテレビ） - 三浦義彦 役
- 下北GLORY DAYS（2006年、テレビ東京）
- ダンドリ娘（2006年6月21日 - 8月23日、フジテレビ） - 真島悟 役
  - ダンドリ。〜Dance☆Drill〜 第11話（2006年9月19日、フジテレビ）
- 美味學院 第10話（2007年6月4日、テレビ東京） - 大村壱蔵 役
- 牛に願いを Love&Farm（2007年、フジテレビ） - 島岡拓 役
- 正しい王子のつくり方（2008年1月8日 - 3月25日、テレビ東京） - 渋川守 役
- 名古屋嬢の恋（2008年8月31日・9月1日、東海テレビ）
- ラスト・フレンズ 第4話（2008年5月1日、フジテレビ）
- ツジツマ「マゼンタに気をつけろ」（2008年9月26日、テレビ朝日） - 雑誌記者 役
- Room Of King（2008年、フジテレビ） - 看護師 役
- 祝女（2008年、2010年）
- LOVE GAME 第2話（2009年4月30日、日本テレビ）
- ハンチョウ〜神南署安積班〜（2009年、TBS）
- 科捜研の女 SEASON 17 第1話（2017年10月19日、テレビ朝日） - 渡辺蒼太 役

### 映画
- 特捜戦隊デカレンジャー THE MOVIE フルブラスト・アクション（2004年9月11日、東映） - 姶良鉄幹 / デカブレイク 役
- Life（2007年1月27日、バイオタイド） - 金子誠司 役
- クローズ・ユア・マインド 馬熊横丁（2007年3月24日、MIRAI） - 光宗忠志 役
- 僕らの方程式（2008年10月4日、バイオタイド）
- 真一文字 拳（2009年5月9日、エースデュース）
- 僕らのワンダフルデイズ（2009年11月7日、角川映画）
- 東京島（2010年8月28日、ギャガ） - ミユキ 役
- ごくつま刑事（2010年）
- PICARO（2011年）
- タロット探偵ボブ西田（2016年2月27日、信州映画） - ジャック 役

### オリジナルビデオ
- スーパー戦隊シリーズ - 姶良鉄幹 / デカブレイク 役
  - 特捜戦隊デカレンジャー スーパービデオ 超必殺わざ勝負!デカレッドVSデカブレイク（2004年）
  - 特捜戦隊デカレンジャーVSアバレンジャー（2005年3月21日、東映ビデオ）
  - 魔法戦隊マジレンジャーVSデカレンジャー（2006年3月10日、東映ビデオ）
  - 轟轟戦隊ボウケンジャーVSスーパー戦隊（2007年3月9日、東映ビデオ）
  - 特捜戦隊デカレンジャー 10 YEARS AFTER（2015年10月7日、東映ビデオ）[9]
  - スペース・スクワッド ギャバンVSデカレンジャー（2017年7月19日、東映ビデオ）
  - 特捜戦隊デカレンジャー 20th ファイヤーボール・ブースター（2024年11月13日、東映ビデオ）[7] - 菊地美香・伊藤陽佑とともにアソシエイトプロデューサーを兼任
- 義経と弁慶（2005年4月21日、東映ビデオ） - 藤原泰衡 役

### ネットドラマ
- 恋する血液型 シーズン2（2009年） - コウタ 役
- Missing（2009年） - 瀬名 役
- 虹の向こうへ （2010年11月1日 - 2011年1月31日、 NTTドコモ BeeTV）

### ラジオドラマ
- 空想労働シリーズ サラリーマン（2023年8月22日 - 10月10日、RKBラジオ） - ローン夫 役[10]
  - 帰りたいサラリーマン（2024年8月24日 - 10月12日、RKBラジオ） - ホケン夫 役[11]

### 吹き替え
- パワーレンジャー・S.P.D.（2011年、東映チャンネル） - オメガレンジャー 役

### CM
- カルピスウォーター
- J-フォン西日本
- 日本コカ・コーラ「アクエリアス 高校球児編」
- 任天堂「GAME BOY」
- リソー教育

### PV
- dream「Transit -independence-」（2005年）

### 舞台
- 夏の夜の夢（2005年8月） - ディミートリー 役
- BANG!BANG!BANG!〜ちょっとだけ大作戦〜（2005年9月）
- bambino（2006年3月 - 4月） - 慎一郎 役
  - bambino+（2006年12月）
  - bambino.3&+（2009年8月 - 9月）
- 往生際の悪い人たち（2007年3月）
- メモリーズ2〜セカンド・オファー〜（2007年8月）
- シークレットボックス（2007年9月）
- スイッチを押すとき〜君達はなぜ生きているんだ?〜（2007年10月26日 - 11月4日、新国立劇場） - 池田尋 役（木村雅の代役[12]）
- となりの守護神（2008年2月）
- ロストデイズ（2008年5月）
- ひなかの金魚（2008年6月）
- 鉄人28号（2009年1月10日 - 25日、東京公演 : 天王洲 銀河劇場 / 2月5日 - 8日、大阪公演 : シアター・ドラマシティ）
- オトコノコ・オンナノコ（2010年2月）
- GPS（2010年2月）
- Romeo＆Juliet（2010年6月）
- 人生軽いタッチ、レタッチ（2010年6月Web芝居）
- 踊るポンポコ（2010年7月Web芝居）
- 世界のどこにでもある、場所（2010年8月）
- ストラルドブラグ（2010年10月）
- 戦国BASARA - 片倉小十郎 役
  - 戦国BASARA（2009年7月3日 - 12日、東京ドームシティ シアターGロッソ）
  - 戦国BASARA〜蒼紅共闘〜（2010年4月9日 - 18日、サンシャイン劇場）
  - 戦国BASARA3（2011年10月14日 - 16日、大阪公演：イオン化粧品シアターBRAVA! / 10月23日 - 30日、東京公演 : 東京ドームシティ シアターGロッソ）
  - 戦国BASARA2（2012年5月11日 - 15日、東京公演 : ル・テアトル銀座 / 5月19日・20日、大阪公演 : イオン化粧品シアターBRAVA! / 6月2日・3日、愛知公演 : 中日劇場）
  - 戦国BASARA3-瀬戸内響嵐-（2012年11月2日 - 11日、東京公演 : 東京ドームシティホール / 11月16日 - 18日、大阪公演 : イオン化粧品シアターBRAVA!）
  - 戦国BASARA3 宴（2013年4月26日 - 28日、福岡公演 : キャナルシティ劇場 / 5月2日 - 4日、愛知公演 : 中日劇場 / 5月10日 - 19日、東京公演 : 日本青年館大ホール / 5月23日 - 26日、大阪公演 : 森ノ宮ピロティホール）
  - 戦国BASARA武将祭2013（2013年7月13日・14日、有明コロシアム）　
  - 戦国BASARA3 宴弐 -凶王誕生×深淵の宴-（2013年11月1日 - 10日、東京公演 : 東京ドームシティホール / 11月15日 - 17日、愛知公演 : 中日劇場 / 11月22日 - 24日、大阪公演 : メルパルク大阪）
  - 戦国BASARA3-咎狂わし絆-（2014年4月25日 - 5月6日、東京公演 : EX THEATER ROPPONGI / 5月10日・11日、愛知公演 : 中日劇場 / 5月15日 - 18日、大阪公演 : シアターBRAVA）
  - 戦国BASARA4（2014年10月31日 - 11月9日、東京公演 : 東京ドームシティホール / 11月22日 - 24日、福岡公演 : キャナルシティ劇場 / 11月27日 - 30日、大阪公演 : 森ノ宮ピロティホール / 12月5日 - 7日、名古屋公演 : 中日劇場）
- ミラクル☆トレイン〜大江戸線へようこそ〜（2010年12月8日 - 15日、全労済ホールスペース・ゼロ） - 都庁前 役
  - ミラクル☆トレイン〜大江戸線へようこそ〜2nd approach（2012年4月13日 - 22日、全労済ホールスペース・ゼロ）
- 銀河英雄伝説 第一章 銀河帝国篇（2011年1月） - フリッツ・ヨーゼフ・ビッテンフェルト 役
- voyage・光の射す方へ（2011年3月）
- Abc★赤坂ボーイズキャバレー（2011年8月）
- 真田十勇士 〜ボクらが守りたかったもの〜（2011年12月） - 服部半蔵 役
  - 真田十勇士 〜カッコ良くなきゃ死ぬだけさ〜（2012年9月 - 10月）
- 一騎当千（2012年11月 - 12月） - 太史慈子義 役
- ハンサム落語 第一・二・三・五・八幕（2013年2月・8月・2014年2月・2015年2月・2016年11月）
- 吉原万灯（2015年1月）
- 東京喰種トーキョーグール（2015年7月2日 - 20日、AiiA Thater Tokyo / 京都劇場） - 四方蓮示 役[13]
- 戦国BASARA VS Davil May Cry（2015年8月20日 - 30日、AiiA2.5シアターTokyo） - 黒騎士 役

## 作品

### CD
| 発売日        | 楽曲タイトル                  | アーティスト名義 | 収録アルバム                                                    | 最高 順位 |
| ------------- | ----------------------------- | --- | --------------------------------------------------------------- | --------- |
| 2004年9月22日 | THE MOVIE VERSION! DEKARANGER | バン（載寧龍二）、ホージー（林剛史）、センちゃん（伊藤陽佑）、ジャスミン（木下あゆ美）、ウメコ（菊地美香）、テツ（吉田友一） | 特捜戦隊デカレンジャー オリジナルアルバム 特捜サウンドファイル3 | -位       |